# Zgornji Gasteraj
Zgornji Gasteraj este o localitate din comuna Sveti Jurij v Slovenskih goricah, Slovenia, cu o populație de 118 locuitori.